# Daniel Lenoir
 (août 2017).
Si vous disposez d'ouvrages ou d'articles de référence ou si vous connaissez des sites web de qualité traitant du thème abordé ici, merci de compléter l'article en donnant les références utiles à sa vérifiabilité et en les liant à la section « Notes et références ».
Compléments
Directeur général de la CNAF (2013-2017)
Directeur général de l'ARS Nord-Pas-de-Calais (2009-2013)
Directeur général de la Mutualité française (2005-2009)
Directeur général de la CNAM (2002-2004)
Directeur général de la MSA (1997-2002)
Daniel Lenoir est un haut fonctionnaire français, ingénieur agronome, sociologue, économiste et énarque. Né le 13 mai 1955, à Béthune, il est originaire de Noeux-les-mines. Diplômé de l’Institut national agronomique Paris-Grignon (1977), de l’École des hautes études en sciences sociales (1978) et ancien élève de l’École nationale d’administration (promotion « Jean Monnet » – 1990), Inspecteur général des affaires sociales (Igas), Daniel Lenoir a été notamment directeur général de la Caisse nationale de l'assurance maladie (CNAMTS), de la Mutualité française (FNMF) de la Caisse nationale des allocations familiales (CNAF), 
Depuis 2022, il préside l'association Démocratie & Spiritualité ainsi que l'Institut pour le développement de l'information économique et sociale (Idies) jusqu'en 2024, et est également éditorialiste à Témoignage chrétien.

## Parcours professionnel
Après avoir travaillé au laboratoire de sociologie rurale de l'INAPG avec Jean-Pierre Prod'homme, Daniel Lenoir commence à exercer comme agronome en 1980 à l’Assemblée permanente des chambres d’agriculture, puis au Ministère de la coopération.
A l'issue de sa scolarité à l’École nationale d’administration, il rejoint l’Inspection générale des affaires sociales en 1990 où il sera notamment adjoint au chef de l'Igas, Michel Lucas. Il devient ensuite directeur général de la Mutualité fonction publique puis de la Mutualité sociale agricole, au moment où elle est sous administration provisoire à la suite d'un rapport de la Cour des comptes et où il met en œuvre le plan de redressement et engage la réorganisation du réseau des caisses avec Jeannette Gros qui en est à l'époque la présidente.
En 2002 il devient directeur de la Caisse nationale d’assurance maladie des travailleurs salariés et participe à ce titre la création du Haut conseil pour l’avenir de l’assurance maladie et de la Haute autorité de santé. Il met notamment en place les plans de contrôle, ainsi que les actions de bon usage des médicaments (campagne "Les antibiotiques, c'est pas automatique" et création des délégués de l'assurance maladie) et contre les dépassements d'honoraires. Il inspire de nombreuses dispositions de la loi du 19 août 2004 relative à l’assurance maladie, notamment en publiant les premiers rapports sur l'exécution de l'Ondam (repris dans la loi sous le nom de "rapport charges et produits").
En janvier 2005, il rejoint la Mutualité française comme directeur général. Il assure à ce titre la présidence de l’Union nationale de réassurance de la mutualité française (MutRé) et la vice-présidence du Crédit coopératif et participe à la création de l’Union nationale des organismes d'assurance maladie complémentaire (UNOCAM).
Entre 2009 et 2013, il crée et dirige l’Agence régionale de santé Nord–Pas-de-Calais et impulse un politique visant à lutter contre les mauvais indicateurs de santé de la région.
En septembre 2013 il est nommé directeur général de la Caisse nationale des allocations familiales (CNAF) et assume cette fonction jusqu'au 27 novembre 2017. Il met notamment en œuvre la modulation des allocations familiales, la prime d'activité et la garantie des impayés des pensions alimentaires (et crée à ce titre l'Agence de recouvrement des impayés alimentaires). À la suite des attentats de janvier 2015 il établit une Charte de la laïcité de la Branche famille, et développe le réseau des Promeneurs du net.
En janvier 2018, il revient à l'Igas comme inspecteur général des affaires sociales, où il a notamment travaillé sur un numéro unique des urgences (rapport non publié), sur la compensation du handicap pour les enfants, ainsi que sur la prévention du suicide dans les prisons. Le 3 février 2022, il a été nommé coordinateur national interministériel du plan de prévention des suicides en agriculture. 
Inspecteur général honoraire depuis mai 2023, il est membre du Conseil national des villes, du conseil scientifique de la MSA et, depuis janvier 2024 de l'Académie d'agriculture.

## Engagements
Membre du PSU de 1976 à 1984, il participe en 1980, dans le prolongement de l'animation de Germinal la revue de la Commission nationale agricole, à la création, avec Denis Clerc du journal Alternatives économiques, où il écrivait sous le pseudonyme de Daniel Joussan,. En 2008, il crée, avec Philippe Frémeaux, Dominique Méda et Camille Dorival, l'Institut pour le développement de l'information économique et sociale (Idies), qu'il préside jusqu'à sa dissolution en 2024 et participe chaque année aux Journées de l'économie (Jéco) à Lyon et aux Journées de l'économie autrement (JEA) à Dijon. Il participe également au laboratoire d'idées Terra Nova, pour lequel il a notamment rédigé un rapport sur le paiement des pensions alimentaires, dont les conclusions ont été reprises en partie par le gouvernement dans le projet de loi de financement de la sécurité sociale pour 2022.
Il est également, depuis 2018, éditorialiste dans Témoignage chrétien, où il suit notamment les questions sociales et de laïcité et a participé, avec Christine Pedotti, à la campagne pour faire la transparence sur la pédocriminalité dans l’Église catholique qui a abouti à la création de la Commission indépendante sur les abus sexuels dans l'Église (Ciase).
Depuis 2020, il préside l'association Démocratie & Spiritualité, où il a succédé à Jean-Baptiste de Foucauld. A ce titre il a notamment lancé un appel à la création d'une autorité indépendante sur la laïcité et participé à la création de la collection "Démocratie & Spiritualité" aux Editions de l'Atelier.
Il a également créé avec Sophie Caillat l'association des amis des Éditions du Faubourg

## Décorations
- Officier de l'ordre national du Mérite
- Officier de l'ordre du Mérite agricole

## Publications
- Marianne Cerf, Daniel Lenoir, Le développement agricole en France, PUF, 1987 (médaille d'argent de l'Académie d'agriculture)
- Georges Dorion, Daniel Lenoir, La modernisation de la réparation des accidents du travail et maladies professionnelles (en collaboration), La Documentation Française, 1991
- Daniel Lenoir, L’Europe sociale, La Découverte, 1994
- Marie-Thérèse Join-Lambert, Anne Bolot-Gittler, Christine Daniel, Daniel Lenoir, Dominique Meda, Politiques sociales, Dalloz, 1994, 1997
- Daniel Lenoir, Assurance Maladie, un dilemme difficile, Les Études, 2007
- Daniel Lenoir, Hervé Droal, Améliorer et simplifier la compensation du handicap pour les enfants, Igas, 2018
- Daniel Lenoir, Pensions alimentaires : en finir avec les impayés, Terra Nova, 2019
- Daniel Lenoir, Prévention du mal-être et du risque suicidaire en agriculture, Igas, juin 2023
- Voir aussi le blogue de Daniel Lenoir "L'âge de raison(s)" http://www.daniel-lenoir.fr/